# (626) Notburga
(626) Notburga – planetoida z pasa głównego asteroid okrążająca Słońce w ciągu 4 lat i 48 dni w średniej odległości 2,57 j.a. Została odkryta 11 lutego 1907 roku w obserwatorium Landessternwarte Heidelberg-Königstuhl w Heidelbergu przez Augusta Kopffa. Nazwa planetoidy pochodzi od św. Notburgi z Hochhausen.